# Taylor Decker
Taylor Decker (* 23. August 1993 in Vandalia, Ohio) ist ein US-amerikanischer American-Football-Spieler auf der Position des Offensive Tackles. Er spielt für die Detroit Lions in der National Football League (NFL).

## Frühe Jahre
Decker ging in seiner Geburtsstadt, Vandalia, Ohio, auf die Highschool. Später besuchte er die Ohio State University. Hier spielte er für das College-Football-Team, den Ohio State Buckeyes, zuerst nur in den Special Teams, später als rechter Offensive Tackle, dann als linker Offensive Tackle.

## NFL
Decker wurde im NFL Draft 2016 in der ersten Runde an 16. Stelle von den Detroit Lions ausgewählt. Am 6. Mai 2016 unterschrieb er einen Vierjahresvertrag bei den Lions. Direkt in seiner ersten Saison avancierte er zum Stammspieler und bestritt alle 16 Saisonspiele als Starter.
Am 6. Juni 2017 musste sich Decker aufgrund einer Schulterverletzung einer Operation unterziehen und sollte für unbestimmte Zeit und zumindest einen Großteil der Saison 2017 ausfallen. Er wurde auf die Physically Unable to Perform Liste gesetzt.
Am 1. September 2020 unterschrieb Decker eine Vertragsverlängerung um fünf Jahre im Wert von 70 Millionen Dollar in Detroit. Nach der Saison 2024 wurde er zum ersten Mal in den Pro Bowl gewählt.